# Vítor Amadeu III da Sardenha
Vítor Amadeu III (em italiano: Vittorio Amedeo Maria di Savoia; Turim, 26 de junho de 1726 – Turim, 16 de outubro de 1796) foi o Rei da Sardenha de 1773 até sua morte. Era o filho mais velho do rei Carlos Emanuel III e sua terceira esposa Polixena de Hesse-Rotemburgo.
Organizou seu exército segundo o modelo prussiano, fundou a Academia de Ciências de Turim e lutou contra a Revolução Francesa, que lhe impôs o Tratado de Paris em 1796.
Além de ter copiado a obra militar de Frederico II, foi aliado ao rei da França, acolheu numerosos emigrados, entre eles o conde de Artois (1789) e esforçou-se por conter a agitação revolucionária. O exercito francês lhe tirou a Saboia e Nice, em setembro de 1792, e o jogou nos braços da Áustria. As vitórias de Napoleão Bonaparte, em 1796, obrigam-no a sair da coalizão pelo armistício de Cherasco, em 28 de abril, e a ceder a Saboia e Nice, e ainda aceitar uma guarnição francesa no Piemonte pelo Tratado de Paris de 15 de maio.

## Primeiros anos

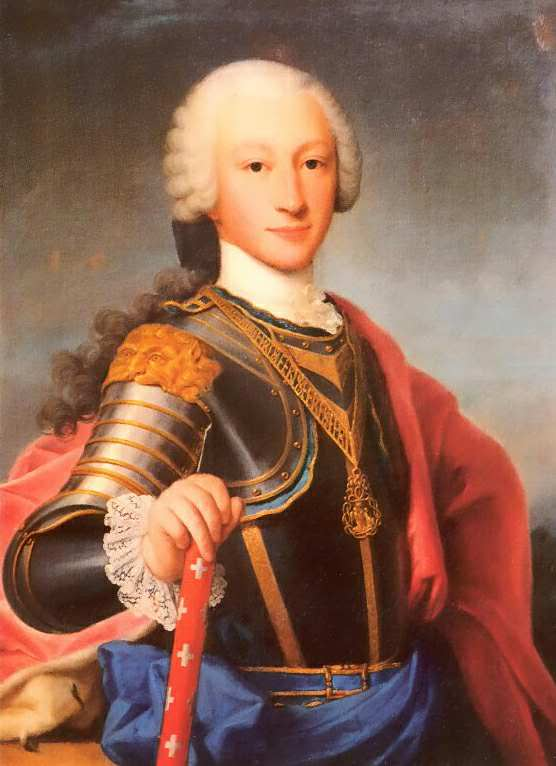
DUPRÀ, Domenico. Retrato de Vítor Amadeu III da Sardenha (1726-1796) em armadura. 1751. Óleo sobre tela. No Palácio Real de Turim.

Nascido no Palácio Real de Turim, Vítor Amadeu era filho do rei Carlos Emanuel III da Sardenha e de sua segunda esposa Polixena de Hesse-Rotemburgo. Ele foi intitulado "Duque de Saboia" do nascimento até sua ascensão ao trono sardo.
Como o primogênito e príncipe-herdeiro do casal real, o nascimento de Vítor Amadeu foi muito comemorado. Seu pai havia tipo um filho varão com sua primeira esposa Ana Cristina de Sulzbach, mas o mesmo faleceu aos dois anos de idade, em 1725.
A educação do herdeiro sardo, com especial ênfase no militarismo, foi confiada a Gerdil Giacinto Sigismondo; ao longo de sua vida, Vítor Amadeu manteve grande interesse acerca do militarismo. Quando um jovem príncipe, ele estava cercado por intelectuais e ministros, muitos dos quais adquiriram cargos durante o seu reinado. No privado ele era um conservador e religioso assíduo e mantinha-se longe da vista do grande público. Seu pai o considerava inadequado para o trono.
Considerado de natureza afável, Vítor Amadeu era estimado por seu povo por sua generosidade.

## Casamento

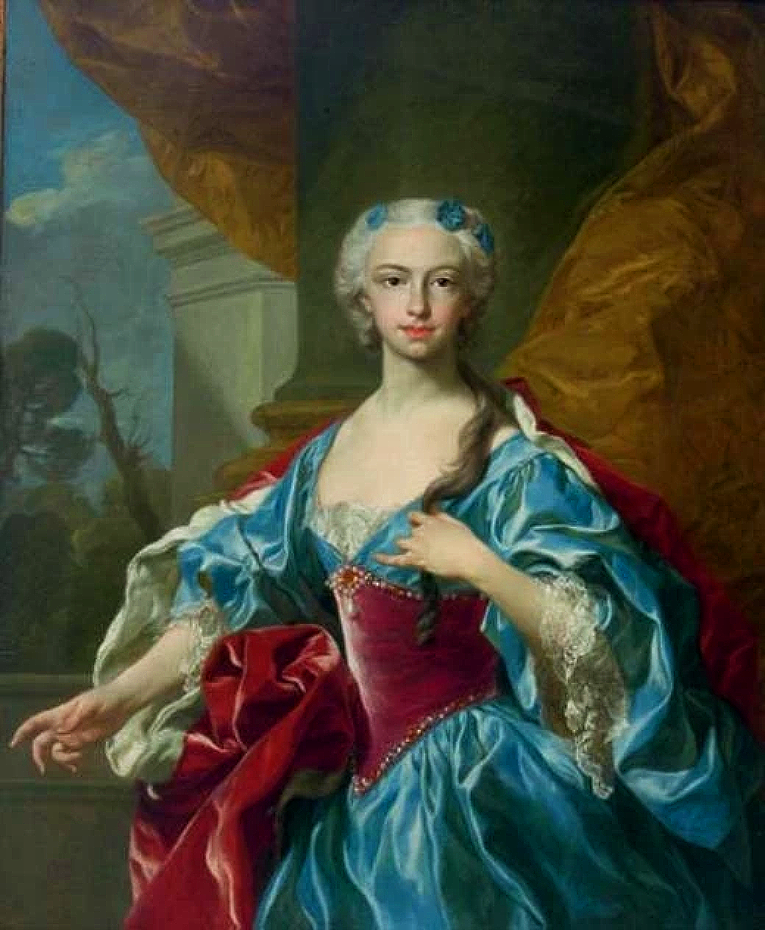
Maria Antônia da Espanha

Vítor Amadeu se casou com a infanta espanhola Maria Antônia de Bourbon (1729-1785), filha mais nova do rei Filipe V e Isabel de Parma; Maria Antônia outrora havia sido considerada como uma noiva em potencial para o príncipe-eleitor da Saxônia e o delfim da França.
O casamento foi arranjado pelo meio-irmão mais velho de Maria Antônia, o rei espanhol Fernando VI, numa tentativa de estreitar os laços entre os reinos da Espanha e Sardenha, inimigos durante a Guerra de Sucessão Austríaca. A cerimônia matrimonial teve lugar em 31 de maio de 1750 na cidade de Oulx. Foi um casamento feliz que gerou doze filhos e Maria Antônia tinha alguma influência sobre Vítor Amadeu.

## Descendência
- Carlos Emanuel IV da Sardenha (24 de maio de 1751 – 6 de outubro de 1819) casou-se com a princesa Clotilde de França em 1773, sem descendência;
- Maria Isabel Carlota de Saboia (16 de julho de 1752 – 17 de abril de 1755) morreu na infância;
- Maria Josefina de Saboia (2 de setembro de 1753 – 13 de novembro de 1810) casou-se com Luís Xavier, Conde de Provença em 1771, sem descendência;
- Amadeu Alexandre de Saboia (5 de outubro de 1754 – 29 de abril de 1755) morreu na infância;
- Maria Teresa de Saboia (31 de janeiro de 1756 – 2 de junho de 1805) casou-se com Carlos, Conde de Artois em 1773, com descendência;
- Maria Ana de Saboia (17 de dezembro de 1757 – 11 de outubro de 1824) casou-se com o príncipe Benedito de Saboia em 1775, sem descendência;
- Vítor Emanuel I da Sardenha (24 de julho de 1759 – 10 de janeiro de 1824) casou-se com a arquiduquesa Maria Teresa da Áustria-Este em 1789, com descendência;
- Maria Cristina Fernanda de Saboia (21 de dezembro de 1760 – 19 de maio de 1768) morreu na infância;
- Maurício de Saboia (13 de dezembro de 1762 – 1 de setembro de 1799) não se casou, morreu aos 36 anos de malária;[7]
- Maria Carolina de Saboia (17 de janeiro de 1764 – 28 de dezembro de 1782) casou-se com Antônio, Príncipe Eleitor da Saxônia em 1781, sem descendência;
- Carlos Félix da Sardenha (6 de abril de 1765 – 27 de abril de 1831) casou-se com a princesa Maria Cristina de Nápoles e Sicília em 1807, sem descendência;
- José de Saboia (5 de outubro de 1766 – 29 de outubro de 1802) não se casou, morreu aos 36 anos de malária.[7]

Deixou ainda um filho bastardo:
- Eugênio, nascido em 1753, conde de Vilafranca em 1785, que se casou em 1779 com Luísa Ana de Mahon.